# Forum (trg u antičkim gradovima)
Forum (doslovno prevedeno sa latinskog mjesto na otvorenom) je trg koji je regularno predstavljao središte društvenog i gospodarskog života u antičkim starorimskim gradovima. Po uzoru na izvorni Rimski forum u samom gradu Rimu, svaki je rimski grad dobio jedan otvoreni prostor smješten približno u središtu grada, okružen javnim zgradama, a često i kolonadama (tzv. Stoa). Forum je služio kao tržnica, a na njemu su se održavale i razne javne manifestacije, uključivo suđenja.
U nekim slučajevima, forume su vlasti iz praktičnih potreba osnivale i na mjestima izvan gradova, gdje se to ukazivalo korisnim za razvoj trgovine i obavljanje javnih poslova.
U rimskom vojnom logoru – castrum – forum je bio otvoreni prostor ispred praetoriuma, šatora glavnog zapovjednika; na križanju ulice decumanus (koja je povezivala zapadna – sinistra – i istočna – dextera – vrata castruma) i ulice cardo maximus (koja je povezivala južna – decumana – i sjeverna – praetoria – vrata castruma). Mnogi castrumi su s vremenom popunjeni zidanim zgradama i postali gradovi.
Slavni Rimski arhitekt Vitruvije iz prvog stoljeća prije Krista pisao je da bi forum trebao biti dovoljno velik da primi mnoštvo ljudi, ali ne i preglomazan, da se ljudi u njemu ne osjećaju kao patuljci. Omjer duljine i širine foruma bi prema Vitruviju trebali biti 3 : 2. 
Forumi su uglavnom bili popločani, ali se preko njih nije prometovalo kolima, izuzev za svečanih mimohoda. Ugledniji i bogatiji gradovi su imali natkrivene trijemove koji su okruživali forum; tu su se često nalazili spomenici i kipovi bogova.

## Poveznice
- Rimski forum
- Agora
- Trg

## Vanjske poveznice
- forum na portalu Encyclopædia Britannica